# Lates
Genre
Lates est un genre de poissons de la famille des Latidae.

## Liste des espèces
Selon FishBase (30 janvier 2016) :
- Lates angustifrons Boulenger, 1906
- Lates calcarifer (Bloch, 1790) - barramundi
- Lates japonicus Katayama et Taki, 1984
- Lates lakdiva Pethiyagoda & Gill, 2012
- Lates longispinis Worthington, 1932
- Lates macrophthalmus Worthington, 1929
- Lates mariae Steindachner, 1909
- Lates microlepis Boulenger, 1898
- Lates niloticus (Linnaeus, 1758) - perche du Nil
- Lates stappersii (Boulenger, 1914)
- Lates uwisara Pethiyagoda & Gill, 2012